# 4-я бронетанковая дивизия (Франция)
4-я бронетанковая дивизия (фр. 4e division cuirassée) — тактическое соединение Франции периода Второй мировой войны. Сформирована 10 мая 1940 года и действовала в основном отдельными танковыми батальонами до капитуляции Франции в июне 1940 г. Командиром дивизии был Шарль Де Голль.

## Боевые действия
4-я танковая дивизия с 17 по 19 мая атаковала немецкие позиции при Монкорне, в нескольких местах успешно прорвала оборону противника, но затем была вынуждена отступить на исходные позиции из-за отсутствия поддержки и прикрытия с воздуха. Затем она была переброшена к югу от Аббевиля и 28-29 мая пыталась прорваться к окруженным союзным частям, оказавшимся в ловушке в Дюнкерке.
1 июня дивизия была заменена 51-й горнопехотной дивизией и включена в танковую группу генерала Шарля Делестрена. 10 июня танковая группа была придана Парижской армии, а 12 июня дивизия - 10-му армейскому корпусу. После этого она участвовала в арьергардных боях на реке Луара с 12 по 19 июня и действовала до прекращения огня 22 июня.

## Состав
- 46-й танковый батальон (35 Char B1)
- 19-й танковый батальон (35 Char D2
- 47-й танковый батальон (35 Char B1bis)
- 44-й танковый батальон (45 Renault R35)
- 24-й танковый батальон
- 4-й пехотный батальон
- 303-й полк буксируемой артиллерии
- 4-я артиллерийская группа

## Вооружение
На момент боевых действий:
- 58 тяжелых танков B1bis
- 44 средних танков D2
- 135 легких танков Renault R35
- 39 кавалерийских танков Somua S35
- 40 легких танков Hotchkiss H39
- 48 бронемашин Panhard Р178